# Frank Stella

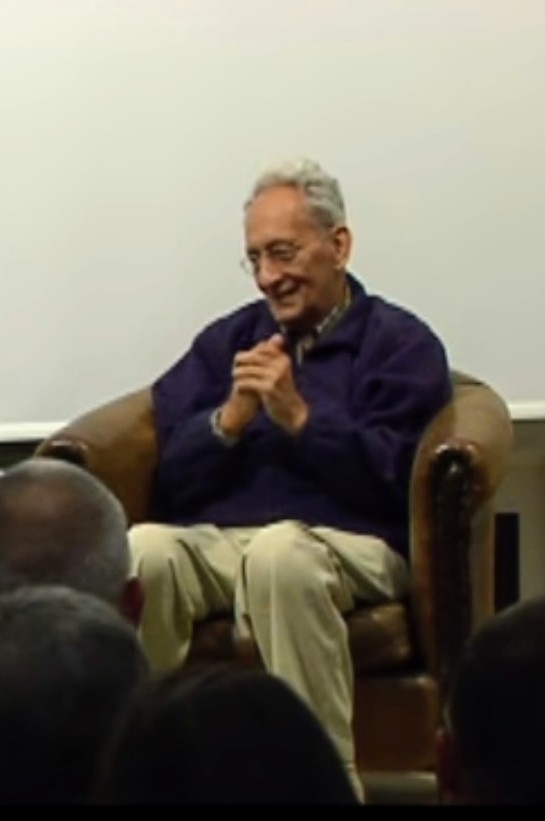
Frank Stella (2012)

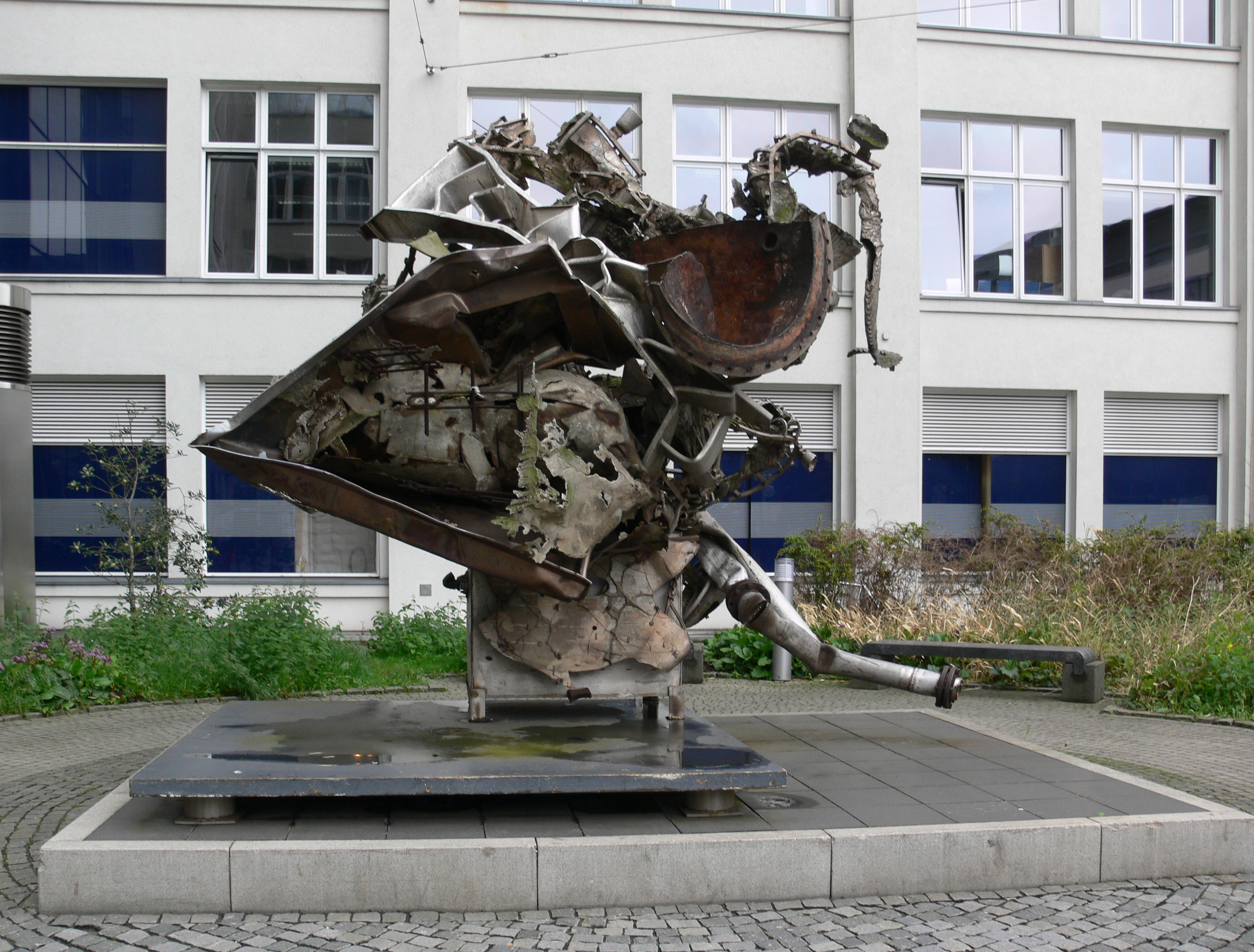
Fishkill (1995)
Ernst-Abbe-Platz in Jena

Frank Stella (* 12. Mai 1936 in Malden, Massachusetts; † 4. Mai 2024 in New York City, New York) war ein US-amerikanischer Maler, Bildhauer und Objektkünstler. Er zählt zu den Vertretern der Analytischen Malerei, des Hard Edge und der Farbfeldmalerei.

## Leben und Werk
Frank Stella besuchte von 1950 bis 1954 die Phillips Academy Highschool in Andover, wo er Bekanntschaft mit dem minimalistischen Bildhauer Carl Andre und dem Filmemacher Hollis Frampton machte. Nach seinem Schulabschluss studierte er von 1954 bis 1958 Geschichte an der Princeton University in New Jersey; nebenher belegte er Malkurse bei William C. Seitz und Stephen Greene. Nach seiner Graduierung als Bachelor in Geschichte zog er 1958 nach New York. 1961 heiratete er die Kunsthistorikerin und Kritikerin Barbara Rose.
Am Beginn seiner Karriere überraschte Stella die amerikanische Kunstwelt mit schwarzen Gemälden, die Das Schwarze Quadrat von Malewitsch zitierte. Ausgehend vom ungezwungenen Duktus des Action Paintings und der abstrakten Expressionisten um Jackson Pollock oder Franz Kline suchte Stella später eine „ruhigere“, meditativere Bildsprache, die er bald in den Farbflächen Barnett Newmans und in den so genannten Target Paintings von Jasper Johns fand. Besonders beeindruckt von Mark Rothko, gelangte er in der Folge zu einer immer stärkeren Geometrisierung der Form und zur Reduzierung der Farbe.
Öffentliches Aufsehen erregte Stella durch seine provokante Thematisierung und Rezeption nationalsozialistischer Versatzstücke mit prekären Titeln wie Arbeit macht frei (1958), dem Eingangsmotto u. a. des Konzentrationslagers Auschwitz, oder Die Fahne Hoch! (1959), benannt nach der ersten Strophe des Horst-Wessel-Lieds. Stella verwendete in diesen Arbeiten, die er Black Paintings nannte, eine ähnliche Geometrie wie sie in Symbolen des Terrorregimes vorkam, vermied durch den Verzicht auf Farbigkeit allerdings Assoziationsmöglichkeiten. Auch in den 1960er Jahren und den 1970er Jahren koppelte er historisch-politische Themen mit abstrakten Bildern, beispielsweise in seiner über 100-teiligen Serie über polnische Synagogen und Dörfer.
1959 wurde der progressive Galerist Leo Castelli auf den jungen Stella aufmerksam und nahm ihn in seinen Katalog auf. 1960 folgte die erste Einzelausstellung in der „Leo Castelli Gallery“ in New York.

Memantra (2005)
Dachgarten des Metropolitan Museum of Art, New York City

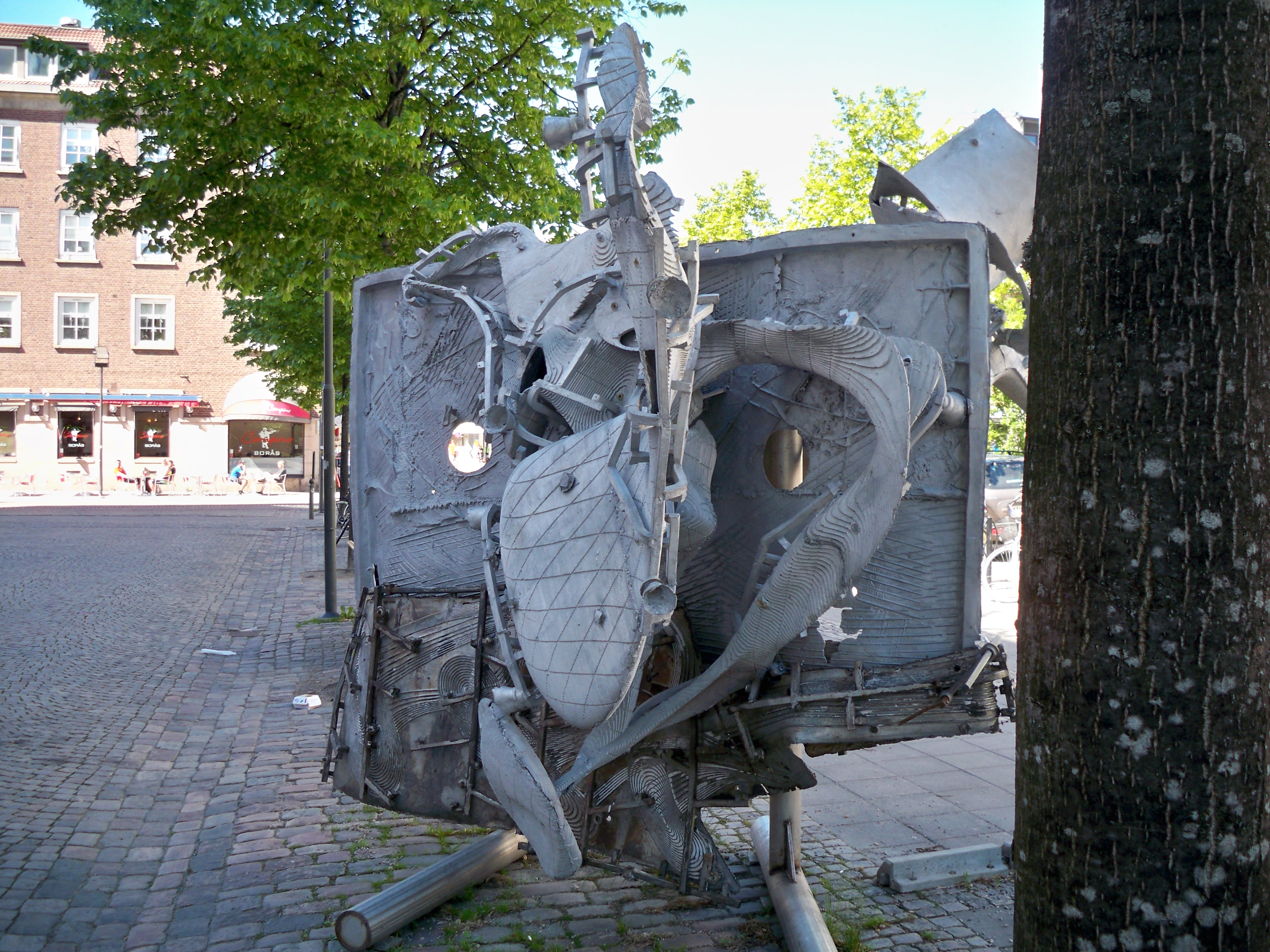
Çatal Hüyük (2008)
Hallbergsplatsen, Borås

Ab 1960 begann Stella mit beliebig geformten Bildträgern zu experimentieren, auf denen er – im Gegensatz zu der 1958 entstandenen Reihe der Black Paintings – regelmäßige, nun von Weißraum unterbrochene, farbige Linien anordnete. Dabei überwand er das „klassische“ Bildformat. Diese Serie bezeichnete er als Shaped Canvases, also als „geformte Leinwände“, weil sie das traditionelle rechtwinklige Leinwandformat ignorierte und die scheinbare Begrenzung der zweidimensionalen Malerei durch die Komponente des Raumes aufhob. Mit dieser neuartigen und ungewohnten Verschmelzung von Malerei und Skulptur wurde er zum Mitbegründer einer neuen Kunstauffassung. Neben einer breiter gefächerten Farbpalette arbeitete er in den Folgejahren mit L-, N-, U- und T-förmigen Anordnungen, bis er ab 1965 zu gänzlich unregelmäßigen, kurvenreichen Anordnungen gelangte, den so genannten Irregular Polygons. Von 1967 bis 1971 entstand die Protractor Series (Protractor=Winkelmesser). Hier arbeitete Stella mit halbkreisförmigen, farblich gefächerten Anordnungen, die an Farbkreise erinnern. 1961, während seiner ersten Europareise, hatte Stella seine erste europäische Einzelausstellung in der „Galerie Lawrence“ in Paris. Zusammen mit Henry Geldzahler unternahm er 1963 eine Reise nach Persien.
Zeitweise kehrte Stella Ende der 1960er Jahre wieder zurück zu den Beschränkungen des quadratischen Formats und experimentierte in Werken wie beispielsweise Sunset Beach (1967) mit spektral arrangierten Farbflächen, um eine optische Tiefenwirkung zu erreichen. Dabei ähnelte er in der Bildsprache seinem älteren Zeitgenossen Kenneth Noland. Ende der 1960er entstanden mit der Serie Gemini (1967) auch erste Lithografien. In einigen dieser Arbeiten verwendete er Aluminium- und Kupferfarben. In der Zusammenarbeit mit Merce Cunningham entwarf Stella Bühnendekorationen. 1968 nahm er an der 4. documenta in Kassel teil; 1970 folgte eine erste Retrospektive im Museum of Modern Art.
Mit der Serie Polish Villages (1971–1973) vollzog Stella einen Stil- und Technikwechsel: Die Assemblage trat dabei in den Vordergrund, wobei die großformatigen, dreidimensionalen Arbeiten in ihrer Materialsprache (Holzwerkstoff, Karton, Metall u. ä.) zunehmend architektonischen Modellen oder Reliefs ähnelten. 1972 nahm Frank Stella an der Biennale von Venedig teil, 1977 folgte die Teilnahme an der documenta 6 in Kassel. 1976 verewigte er sich auf einem BMW Art Car, welcher auch am 24-Stunden-Rennen von Le Mans 1976 teilnahm. Ende der 1970er Jahre und Anfang der 1980er Jahre beschäftigte er sich mit dem Roman Moby Dick von Herman Melville, mit sich von der Leinwand lösenden Farbenelementen, die eine Zwischendimension aus Zwei- und Dreidimensionalität anpeilten.
Während der 1970er Jahre verließ Stella seine minimalistische Bildsprache und wandte sich dem bildnerischen Maximalismus zu: Seine Formen wurden „barocker“, kurvenreicher, dynamischer und plastischer. Diesen „kalkuliert-willkürlichen“ Stil, den er Mitte der 1980er Jahre entwickelte, sollte er bis in die 1990er Jahre beibehalten, schließlich vollzog er den Schritt zur großformatigen Skulptur im öffentlichen Raum. 1982 war er auf der Gruppenausstellung Zeitgeist vertreten. Ab 1990 befasste sich Stella bevorzugt mit der architektonischen Umsetzung seiner Werke. Sein Konzept zur Gestaltung einer Kunsthalle in Dresden 1991 wurde nicht realisiert. 1992/93 gestaltete er das Princess of Wales Theatre in Toronto, 1996 das Foyer im Neubau des Hamburger Axel-Springer-Hauses. 2001 wurde Stellas monumentale Skulptur Prinz Friedrich von Homburg, Ein Schauspiel, 3X an der Nordost-Seite der National Gallery of Art in Washington, D.C. aufgestellt.
Frank Stella lebte im West Village des New Yorker Stadtbezirks Manhattan. Er starb dort am 4. Mai 2024 an Lymphdrüsenkrebs.

## Rezeption
Stella suchte anfangs die Reduzierung auf ein Minimum. Er selbst erklärte sich so: „Alles, was ich aus meinen Bildern entnommen wissen will […], ist, dass man die ganze Idee ohne irgendwelche Verwirrung sehen kann.“ Der Aufbau seiner Bilder basiert nicht auf geometrischen Maßverhältnissen wie bei Mondrian, Ellsworth Kelly oder Josef Albers. Im Gegensatz zu diesen arbeiten seine Bilder mit dem All-over-Painting, ein Prinzip, das er in seinen frühen Black Paintings kontinuierlich wiederholt, bis die gemalten Linien an die Grenzen der Leinwand stoßen und letztlich in den 1960ern sogar die Leinwand „verlassen“.
Die Kunsthistorikerin Karin Thomas schreibt über Stellas Farbfeldmalerei: „Bei Stella gelangen die raumstaffelnden Eigenschaften der einzelnen Farben, wie sie schon von Auguste Herbin erkannt worden sind, zur freien Entfaltung, so dass sich die Farbflächen in verschiedene Raumzonen gliedern.“ Mit den Bildern der „schwarzen Serie“, von denen zwischen Herbst 1958 und Frühjahr 1960 21 entstanden, verabschiedete sich Stella endgültig vom „Grundprinzip der europäischen Bildorganisation, vom Verfahren des Komponierens.“ Diese Bilder tendieren zum Objekthaften. Das Bild ist nicht mehr Darstellung, sondern Ding.

## Auszeichnungen und Ehrungen
- 1983: Gastprofessur an der Harvard University; erhielt dort die Charles Eliot Norton Professur für Dichtung
- 1983: Ehrendoktorwürde der Princeton University in New Jersey
- 1985: Ehrendoktorwürde des Dartmouth College, Hanover
- 1993: Ehrenmitglied der Royal Academy of Arts
- 1994: Wahl zum Vollmitglied (NA) der National Academy of Design[10]
- 1996: Ehrendoktorwürde der Friedrich-Schiller-Universität in Jena
- 1999: Mitglied der American Philosophical Society[11]
- 2009: National Medal of Arts, Washington, D.C., durch US-Präsident Barack Obama
- 2020: Alexej von Jawlensky-Preis der Landeshauptstadt Wiesbaden[12] (Preisübergabe und Ausstellung 2022).

## Ausstellungen (Auswahl)

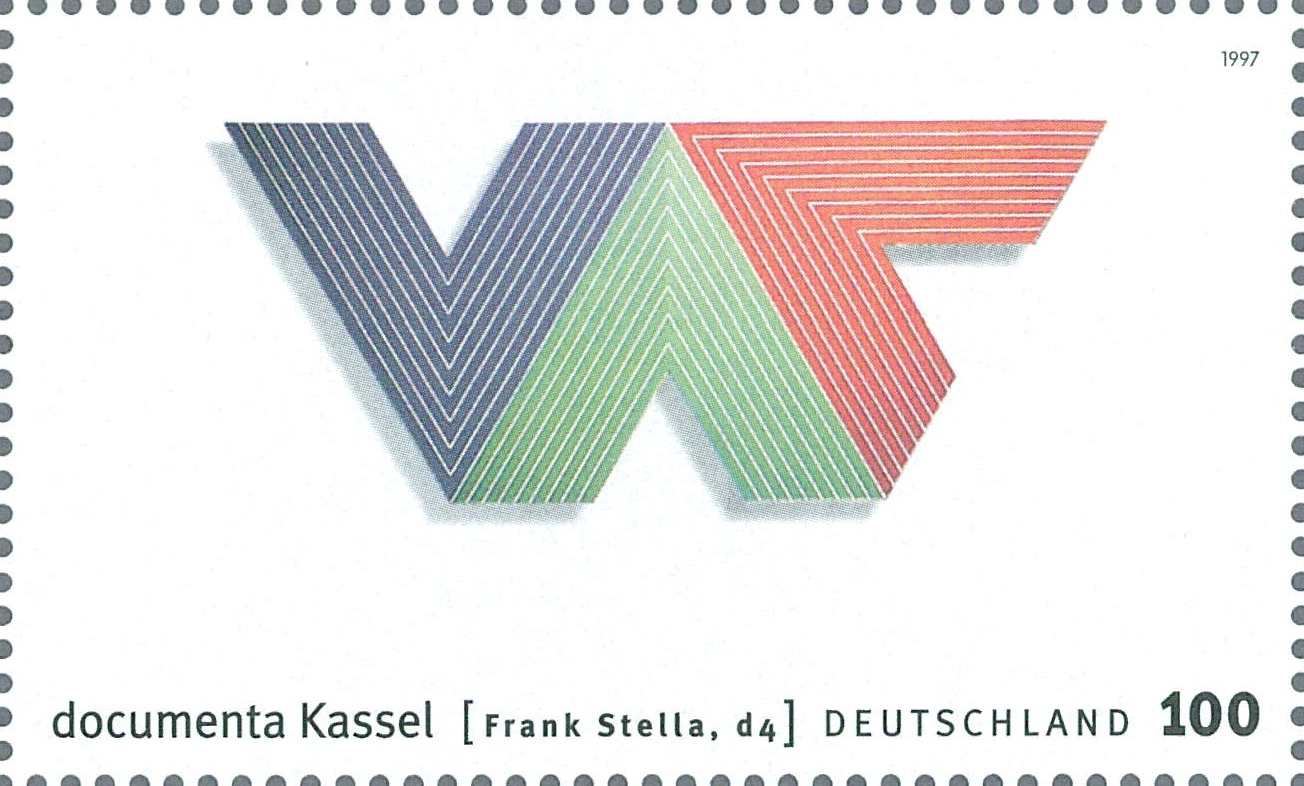
Sonderbriefmarke der Deutschen Post zur Documenta X 1997 – Motiv: Bild von Frank Stella zur 4. documenta

- 1970/71: Formen und Strukturen der Farbe, Galerie Hans Strelow, Düsseldorf
- 1974: Picasso to Lichtenstein, The Tate Gallery London, London
- 1977: Frank Stella, Kunsthalle Bielefeld, Bielefeld
- 1977/78: Kunst aus USA nach 1950, Kunstsammlung Nordrhein-Westfalen, Düsseldorf
- 1979: Von Picasso bis Lichtenstein, Villa Hügel, Essen
- 1981: Schwarz, Städtische Kunsthalle Düsseldorf, Düsseldorf
- 1988: Frank Stella, Staatsgalerie Stuttgart, Stuttgart
- 2000: Art for Life’s Sake, Kawamura Memorial Museum of Art, Sakado
- 2011: Frank Stella. Neue Arbeiten, Altes Straßenbahndepot, Jena
- 2012: Frank Stella. Die Retrospektive. Werke 1958–2012, Kunstmuseum Wolfsburg.

## Werke (Auswahl)
- 1958: Arbeit macht frei
- 1959: Delphine and Hippolyte
- 1961: Tuxedo Park, 1961
- 1964: Quathlamba
- 1964: Rabat, Gemälde, im Besitz des Museum für Moderne Kunst (MMK), Frankfurt am Main
- 1967: Harran I, II, III
- 1974: Jacques le Fataliste, Synthetic Polymer auf Leinwand
- 1976: Nachtreiher von den Bonininseln Nr. 1, Museum Ludwig, Köln
- 1976: BMW 3.0 CSL Art Car[13]
- 1989: The Grand Armada (IRS, No. 6,1X), fünfteiliges bemaltes Aluminiumrelief, 315 × 186,5 × 99 cm, Fondation Beyeler, Riehen, Kanton Basel-Stadt.
- 1991: Entwurf einer Kunsthalle in Dresden
- 1995: Metallplastiken auf dem Ernst-Abbe-Platz in Jena
- 1996: Vier monumentale Collagen im Foyer des Neubaus des Hamburger Axel-Springer-Hauses
- 1999–2001: Prinz Friedrich von Homburg, Ein Schauspiel, 3X, Skulptur vor der National Gallery of Art, Washington D.C.
- 2005: Memantra, Dachgarten des Metropolitan Museum of Art, New York City
- 2008: Çatal Hüyük, Hallbergsplatsen, Borås (Schweden).